# تام اسنیدون
تام اسنیدون (انگلیسی: Tom Sneddon؛ ۲۲ اوت ۱۹۱۲ – ۱۱ دسامبر ۱۹۸۳) بازیکن فوتبال اهل بریتانیا بود.
از باشگاه‌هایی که در آن بازی کرده‌است می‌توان به باشگاه فوتبال روچدیل اشاره کرد.